# Tápiógyörgye
Tápiógyörgye is een plaats (község) en gemeente in het Hongaarse comitaat Pest. Tápiógyörgye telt 3709 inwoners (2001).